# Susan Rose-Ackerman
Susan Rose-Ackerman (* 23. April 1942 in Mineola, New York als Susan Rose) ist eine US-amerikanische Wirtschaftswissenschaftlerin.

## Werdegang
Rose-Ackerman studierte zunächst am Wellesley College, wo sie im Juni 1964 mit dem Bachelor of Arts abschloss. Anschließend ging sie an die Yale University. Nachdem sie dort 1967 den Master of Philosophy ablegte, erwarb sie 1970 den Ph. D. in Wirtschaftswissenschaften.
Nachdem Rose-Ackerman zwischen 1972 und 1974 an der University of Pennsylvania als Assistenzprofessorin tätig gewesen war, kehrte sie nach Yale zurück. 1982 zog sie an die Columbia University weiter und firmierte ab 1983 als Direktorin der Columbia Law School. 1987 kam sie erneut nach Yale und übernahm 1992 den Henry R. Luce Lehrstuhl für Rechtsphilosophie an der Yale Law School.
Sie ist seit 1967 mit Bruce Arnold Ackerman verheiratet.

## Lehre und Forschung
Der Schwerpunkt in Rose-Ackermans Werk liegt im Spannungsfeld von Staat und Recht, insbesondere im Bereich Korruptionsforschung. Darüber hinaus setzt sie sich mit Politischer Ökonomie, Verwaltungsrecht, Finanzwissenschaft und Umweltrecht auseinander.

## Publikationen (Auswahl)
- Economics of Administrative Law, Cheltenham : Edward Elgar, 2007, ISBN 978-1-845429-720
- Umweltrecht und -politik in den Vereinigten Staaten und der Bundesrepublik Deutschland, Baden-Baden : Nomos-Verlags-Gesellschaft, 1995, ISBN 3-789-03807-5
- Rethinking the progressive agenda : the reform of the American regulatory state, New York : The Free Press, 1992, ISBN 0-029-26915-6
- The Economics of nonprofit institutions : studies in structure and policy, New York : Oxford University Press, 1986, ISBN 0-195-03709-X